# Leucania punctilinea
Leucania punctilinea är en fjärilsart som beskrevs av Tutt 1891. Leucania punctilinea ingår i släktet Leucania och familjen nattflyn. Inga underarter finns listade i Catalogue of Life.